# Pollyanna (filme de 1960)
Pollyanna é um filme estadunidense de 1960, produzido pelos estúdios Disney, nos  gêneros drama e romance, dirigido e roteirizado por David Swift , baseado no livro Pollyanna, de Eleanor H. Porter, música de Paul Smith.

## Sinopse
Na cidade de Harrington, uma mulher, amarga dominadora, preocupada com posses e política, acolhe sua sobrinha órfã, uma amável garota que, com seu espírito radiante, contagiará todos a sua volta.

## Elenco
- Hayley Mills  ....... Pollyanna
- Jane Wyman ....... Tia Polly
- Richard Egan ....... Dr. Edmond Chilton
- Karl Malden ....... Reverendo Paul Ford
- Nancy Olson ....... Nancy Fuman
- Adolphe Menjou ....... Mr. Pendergast
- Donald Crisp ....... Mayor Karl Warren
- Agnes Moorehead ....... Mrs. Snow
- Kevin Corcoran ....... Jimmy Bean
- James Drury ....... George Dodds
- Reta Shaw ....... Tillie Lagerlof
- Anne Seymour ....... Mrs. Amelia Tarbell
- Edward Platt ....... Ben Tarbell
- Mary Grace Canfield ....... Angelica